# Homaea striatalis
Homaea striatalis là một loài bướm đêm trong họ Noctuidae.